# Wilcze (Srokowo)
Wilcze (deutsch Waldhaus Drengfurth) ist ein kleiner Ort in der polnischen Woiwodschaft Ermland-Masuren und gehört zur Gmina Srokowo (Landgemeinde Drengfurth) im Powiat Kętrzyński (Kreis Rastenburg).

## Geographische Lage
Wilcze liegt in der nördlichen Mitte der Woiwodschaft Ermland-Masuren, 20 Kilometer nordöstlich der Kreisstadt Kętrzyn (deutsch Rastenburg).

## Geschichte
Das einstige Waldhaus Drengfurth war vor 1945 eine Försterei in der Stadtgemeinde Drengfurth (polnisch Srokowo) im ostpreußischen Kreis Rastenburg. 1885 waren sieben, 1905 noch fünf Einwohner gemeldet.
In Kriegsfolge kam Waldhaus Drengfurth 1945 mit dem gesamten südlichen Ostpreußen zu Polen und erhielt die polnische Namensform „Wilcze“. Heute ist es eine „Osada leśna“ (= „Waldsiedlung“) innerhalb der Landgemeinde Srokowo im Powiat Kętrzyński, bis 1998 der Woiwodschaft Olsztyn, seither der Woiwodschaft Ermland-Masuren zugehörig.

## Kirche
Bis 1945 war Waldhaus Drengfurth in die evangelische Pfarrkirche Drengfurth in der Kirchenprovinz Ostpreußen der Kirche der Altpreußischen Union sowie in die katholische Kirche St. Katharina Rastenburg im damaligen Bistum Ermland eingepfarrt.
Heute gehört Wilcze zur katholischen Heiligkreuzkirche Srokowo im jetzigen Erzbistum Ermland, außerdem zur evangelischen Kirche Srokowo, einer Filialkirche der Johanneskirche Kętrzyn in der Diözese Masuren der Evangelisch-Augsburgischen Kirche in Polen.

## Verkehr
Wilcze liegt an einer Nebenstraße, die von Srokowo (Drengfurth) über Bajory Wielkie (Groß Bajohren, 1928 bis 1945 Großblankenfelde) bis nach Brzeźnica (Birkenfeld) an der polnisch-russischen Grenze zur Oblast Kaliningrad führt. Eine weitere Nebenstraße führt von Wysoka Góra (Hochberg) direkt nach Wilcze.
Eine Anbindung an den Bahnverkehr besteht nicht.